# Algemeen-Nederlands Verbond

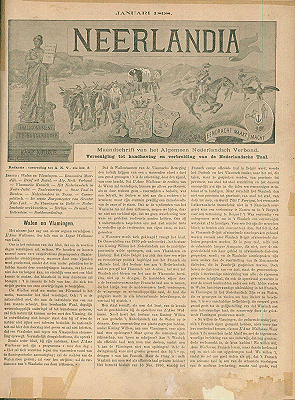
Het verbondsblad van januari 1898

Het Algemeen-Nederlands Verbond (ANV) is een Nederlands-Vlaamse vereniging voor taal, cultuur en maatschappij. Er zijn drie landenafdelingen: Nederland, Vlaanderen en Zuid-Afrika. Het ANV is een open vereniging. Sinds 2008 kunnen alleen natuurlijke personen lid worden. Het verbond droeg onder andere bij aan de totstandkoming van Nederlandse Taalunie tussen Nederland en België uit 1980, in 2003 uitgebreid met Suriname,

## Geschiedenis
Het ANV werd in 1895 als 'Algemeen Nederlandsch Verbond' opgericht op initiatief van Hippoliet Meert, een leraar Nederlands te Brussel. Onafhankelijk hiervan deed Dr. H.J. Kiewiet de Jonge in 1897 op het 24ste Taal- en Letterkundig Congres een oproep tot de oprichting van een Algemeen Nederlands Taalverbond. Enkele deelnemers van het congres waren wel op de hoogte van het in Vlaanderen opgerichte ANV, en men besloot tot een gezamenlijke organisatie met het hoofdkantoor in Dordrecht. De statuten werden in 1898 goedgekeurd. 
In het begin was het ANV een literaire vereniging met een zendingsdrang op onderwijsgebied. Men trachtte angstvallig buiten politieke kwesties te blijven, zoals in die dagen de Boerenoorlogen, de Vlaamse taalstrijd, het Vlaamse activisme tijdens de Eerste Wereldoorlog en de daarop volgende repressie. De vernederlandsing van de universiteit van Gent werd echter wel met adhesiebetuigingen ondersteund.
Onder invloed van de geschriften van Pieter Geyl hing het ANV de Groot-Nederlandse gedachte aan. Toen het ANV enige tijd voor de Tweede Wereldoorlog daarvan afstand nam stapten jongeren uit het verbond en richtten een eigen jongerenorganisatie op.  
Tijdens de Tweede Wereldoorlog waren er nauwelijks activiteiten in de kerngebieden Nederland en Vlaanderen: om niet op te vallen. Wel ging men door met het project boekverspreiding. 
In de naoorlogse jaren nam tegelijk met de toenemende Vlaamse autonomie de grensoverschrijdende activiteit toe. Het nam dusdanige vormen aan dat het ANV in 1975 besloot een kern-ANV aan te vullen met een op te richten Algemeen-Nederlands Congres (ANC). Het ANC hield zich bezig met staatkundige verkenningen, milieuzaken, emancipatie, infrastructuur, wetenschappelijke samenwerking, mediazaken. Successen waren bijdragen aan de oprichting van de Taalunie in 1980 en het Cultureel Verdrag tussen Nederland en de Vlaamse Gemeenschap in 1995.
In 1997 ging het ANC op in het ANV omdat het niet langer meer gesubsidieerd werd. Het ANV verloor vervolgens ook de subsidie van beide overheden omdat de verdiensten van de vereniging niet aantoonbaar waren. Het heeft pas tot 2008 geduurd voordat het ANV erkende dat het in een impasse was geraakt en een reorganisatie ondernam die de vereniging efficiënter en transparanter maakte. Het ANV is gevestigd in Den Haag die de drie landenafdelingen Nederland, Vlaanderen en Zuid-Afrika ondersteunt. Ook zijn er twee regio's (ANV beide Limburgen en Oost- en Zeeuws-Vlaanderen), die activiteiten voor de leden organiseren. Het ANV werkt nu vanuit de missie bevordering van de Nederlands-Vlaamse samenwerking. Het tijdschrift Neerlandia fuseerde in 2003 met Nederlands van Nu, het tijdschrift van de Vereniging Algemeen Nederlands, en heette daardoor van 2003 tot 2014 Neerlandia/Nederlands van Nu. Sinds 2015 heet het tijdschrift weer Neerlandia. Het blad is geëvolueerd tot een modern magazine met artikelen die gericht zijn op een breder publiek. Sindsdien boekt de organisatie weer successen en is het ledenaantal weer groeiende.
In februari 2007 raakte bekend dat in het afgesloten regeerakkoord de partijen CDA, PvdA en ChristenUnie hebben vastgelegd ernaar te streven een wetsvoorstel in te dienen om het Nederlands als officiële taal te omschrijven in de Nederlandse Grondwet om de verengelsing tegen te gaan, de overheidsdiensten te verplichten de taal correct te hanteren en de positie binnen de Europese Unie te verdedigen. Dit beleidsvoornemen komt voort uit een langdurige lobby van het ANV, dat er in 2004 een conferentie aan wijdde in het Dordrechtse Hof, de plek waar ooit de Eerste Vrije Statenvergadering plaatsvond.

## Visser-Neerlandiaprijs
Het ANV keert sinds 1955 jaarlijks Visser-Neerlandiaprijzen uit aan personen en instellingen voor cultuur, welzijn en persoonlijke verdiensten. De prijzen worden gefinancierd uit de interesten van het kapitaal dat het ANV verkregen heeft uit het legaat uit de erfenis van de Joodse filosoof en jurist mr. Herman Lodewijk Alexander Visser die tijdens de Tweede Wereldoorlog zelfmoord verkoos in plaats van in een concentratiekamp omgebracht te worden door de nazi's. Ook wilde hij dat de Nederlandse taal en cultuur niet genazificeerd zouden worden. Het ANV heeft op basis van het testament criteria opgesteld voor het toekennen van de prijzen.

## Debutantenprijs
Van 2015 t/m 2019 was het ANV sponsor van de ANV Debutantenprijs, eerder bekend als Dortse Debutantenprijs en Academica Literatuurprijs.
De prijs werd jaarlijks  uitgereikt aan een debuterende prozaschrijver. Door een nominatiejury werd een aantal titels genomineerd die vervolgens aan lezerspanels, groepen en individuele lezers bij openbare bibliotheken in Nederland en Vlaanderen gelezen en beoordeeld werden. Het hieruit voortkomende beste debuut won de prijs. 

## Taalboekenprijs
Sinds 2019 is het ANV medeorganisator van de Taalboekenprijs voor het beste boek over de Nederlandse taal, dat voor een breed publiek bestemd is en relevant is voor de taalkunde.